# Acacesio
Acacesio (en griego, Ἀκακήσιος) fue una antigua ciudad griega situada en Arcadia.
Según la mitología griega, la ciudad fue fundada por Ácaco, hijo de Licaón.
Pausanias dice que fue una de las poblaciones pertenecientes al territorio de los parrasios que se unieron para poblar Megalópolis. Añade que estaba al pie de una colina de su mismo nombre, a siete estadios de Dáseas y a cuatro del santuario de Despena de Licosura. Se conservaba una imagen de Hermes Acacesio y que una tradición decía que Hermes había sido criado en ese lugar por Ácaco.
Se desconoce su localización exacta.